# West Hamlin
La ville de West Hamlin est située dans le comté de Lincoln, situé en Virginie-Occidentale, aux États-Unis. Lors du recensement de 2000, elle compte 696 habitants.
La ville doit son nom à sa situation à l'ouest de Hamlin.